# القطار إي (مجموعة أقمار صناعية)

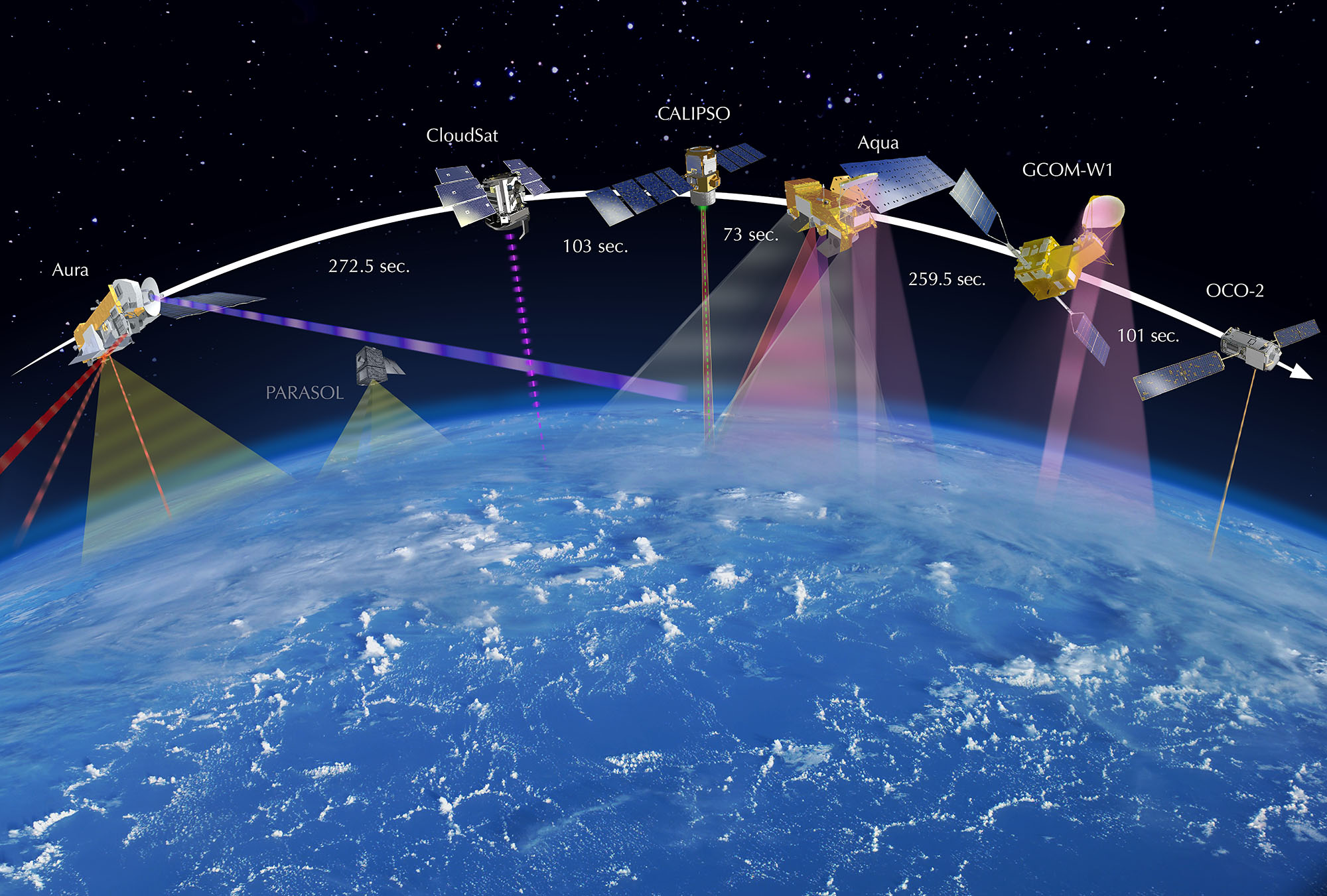
اعتبارا من عام 2018 ، القطار يتكون من خمسة أقمار صناعية اثنين لم يعد رسميا جزء من البرج.

 القطار إي (بالإنجليزية: A-train) (وهي اختصار ل قطار بعد الظهر) هي مجموعة (أو جسر) من الأقمار الصناعية مكون من خمسة أقمار لرصد الأرض متنوعة الجنسية في المدار الشمسي المتزامن على علو705 كيلومتر (438 ميل) فوق الأرض.
المدار في الميل 98.14 درجة مئوية، يعبر خط الاستواء في كل يوم عند الساعة 1:30 مساء وهذا أعطاه اسمه (جسر بعد الظهر) ويعبر خط الاستواء مرة أخرى على الجانب المظلم من الأرض في حدود الساعة 1:30 صباحا.
الأقمار متباعدة بضع دقائق بعيدا عن بعضها البعض بحيث تجمع الملاحظات التي يمكن أن تستخدم لبناء صور الغلاف الجوي  ثلاثية الأبعاد عالية الوضوح .

## الأقمار الصناعية

### نشط
القطار اعتبارًا من أبريل 2018, يتكون من خمسة النشطة الأقمار الصناعية:
- OCO-2, تابع لناسا أطلق في 2يوليو /2014
- GCOM-W1 «شيزوكو» ،  تابع لوكالة استكشاف الفضاء اليابانية أطلق في 18 مايو /2012 .
- أكوا, تابع لناسا أطلق في 4 مايو/2002
- كاليبسو، تابع ل المركز الوطني للدراسات الفضائية و ناسا أطلق في 28 أبريل /2006.
- أورا، تابع للمركز الوطني للأقمار الصناعية أطلق في 15 يوليو /2004 .

### سابقاً
- المظلة أطلق في 18 ديسمبر 2004 .[5]
- CloudSat ، أطلق مع CALIPSO في 28 أبريل / نيسان 2006 وانتقل إلى مدار آخر في 22 فبراير عام 2018.

### فشل
- OCO,[6] دمرت المركبة وفشل إطلاقها في 24 فبراير عام 2009 ، [7] و تم استبداله بـ OCO-2.
- غلوري فشل خلال إطلاقه .[8]

## وصلات خارجية
- ناسا-قطار بوابة
- ناسا الفضائية برنامج أثرت
- ناسا صفحة البرنامج
- العلوم المدارية صفحة البرنامج
- L'Ecuyer، T.S.؛ Jiang، J.H. (2010). "Touring the atmosphere aboard the A-Train". Physics Today. ج. 63 ع. 7: 36–41. Bibcode:2010PhT....63g..36L. DOI:10.1063/1.3463626. مؤرشف من الأصل في 2013-02-24.